# Enrique Estévez
Enrique Eloy Estévez Boero (Rosario, 12 de julio de 1983) es un político argentino del Partido Socialista. Actualmente es el ministro de Ambiente y Cambio Climático de la Provincia de Santa Fe. Antes de este cargo, se desempeñó como diputado nacional por la provincia de Santa Fe desde 2019 hasta 2023 y como concejal de la ciudad de Rosario desde 2015 hasta 2019.

## Biografía
Nació en 1983 en Rosario. Su padre era Guillermo Estévez Boero, político socialista y cofundador del Partido Socialista Popular.
Comenzó su trayectoria política en la Juventud del Partido Socialista. En 2013, era secretario general de la Juventud Socialista, el ala juvenil del partido. Se postuló para un escaño en el Concejo Municipal de Rosario en las elecciones municipales de 2015, como parte de la lista del Frente Progresista, Cívico y Social. La lista fue la más votada en la ciudad y Estévez Boero resultó elegido.
En 2016, fue elegido secretario general del Partido Socialista de Santa Fe. Fue reelegido para un segundo mandato en 2021, con el 68,8% de los votos.
En las elecciones legislativas de 2019, fue el primer candidato a diputado nacional por la provincia de Santa Fe en la lista de Consenso Federal. La lista fue la tercera más votada, con el 10,00% de los votos, y solo Estévez resultó elegido.
Se desempeñó como secretario de la comisión de Asuntos Cooperativos, Mutuales y de Organizaciones no Gubernamentales e integra como vocal las comisiones de Educación; de Legislación del Trabajo; de Mujeres y Diversidad; y de Peticiones, Poderes y Reglamento. Votó a favor del proyecto de ley de interrupción voluntaria del embarazo de 2020, en línea con la posición histórica del Partido Socialista.
Desde diciembre de 2023 es ministro de Ambiente y Cambio Climático de la provincia de Santa Fe. Su gestión se caracteriza por haber revalorizado la política ambiental como parte del desarrollo productivo, articulando con gobiernos locales, organizaciones de la sociedad civil, universidades y el sector privado. Bajo su conducción, el ministerio aumentó su capacidad de planificación y ejecución, con eje en la protección de la biodiversidad, la gestión sostenible de los recursos naturales y la adaptación al cambio climático.
Entre sus principales líneas de trabajo se destacan la implementación de programas de ordenamiento territorial, educación ambiental, protección de biodiversidad y acción climática. También ha impulsado una nueva política de control ambiental a través de la digitalización de los procesos. 

## Historial electoral
|  | 15,07 % |

|  | 22,89 % |

|  | 12,21 % |

|  | 10,00 % |